# Stanisław Belski
Stanisław Belski (właśc. Stanisław Blaufuks) ps. Nałęcz (ur. 23 sierpnia 1900 w Warszawie, zm. 3 czerwca 1960 w Londynie) – polski aktor teatralny i filmowy, autor tekstów.

## Życiorys
W okresie międzywojennym występował pod pseudonimem Nałęcz, głównie w kabaretach i teatrach rewiowych Warszawy, Krakowa i Lwowa. W stolicy był członkiem zespołów teatralnych: Qui Pro Quo (1925-1926), Wodewil (1926-1927), Karuzela (1927), Ananas (1930), Nowy Ananas (1930-1932), Rakieta (1932), Wesoły Ul (1936), Wielka Rewia (1937-1938). W Krakowie występował w teatrze Gong (1929), a we Lwowie - w sali Colosseum (1930). Był również autorem tekstów piosenek, współpracował z radiem oraz występował w filmach.
Wybuch II wojny światowej zastał go we Lwowie, gdzie pozostał do 1941 roku, występując w tamtejszym Teatrze Miniatur. Następnie dołączył do Polskich Sił Zbrojnych w ZSRR, z którymi przedostał się na Bliski Wschód. Następnie, jako żołnierz 2 Korpusu Polskiego, podczas walk we Włoszech występował w wojskowym Teatrze Dramatycznym, dla którego napisał wiele tekstów programów. Po zakończeniu walk wyjechał do Wielkiej Brytanii, gdzie w latach 1951-1959 występował w polskich zespołach teatralnych w Londynie: Teatrze Polskim ZASP oraz Teatrze Nowym.
Jego żoną była aktorka Klara Belska (1908-2000).

## Filmografia
- Romeo i Julcia (1933) – rola: jegomość z cukierni
- Dwanaście krzeseł (1933) – rola: Rozenmann, właściciel składu mebli w Płocku
- Robert i Bertrand (1938) – asystent reżysera
- Wielka droga (1946) – rola: sprzedawca na plaży w Palestynie